# Wolfgang Maibohm
Wolfgang Maibohm (ur. 11 lipca 1951 w Schwaan) – niemiecki siatkarz, medalista igrzysk olimpijskich.

## Życiorys
Maibohm był w składzie reprezentacji Niemiec Wschodnich na  igrzyskach 1972 odbywających się w Monachium. Zagrał w dwóch meczach fazy grupowej, wygranym półfinale ze Związkiem Radzieckim oraz w przegranym finale z Japonią.
Maibohm z reprezentacją NRD zajął czwarte miejsce na mistrzostwach świata 1974 w Meksyku.
Grał w klubie SC Traktor Schwerin, z którym w 1977 wywalczył mistrzostwo krajowe.